# ピアノ、オーボエとファゴットのための三重奏曲
ピアノ、オーボエとファゴットのための三重奏曲（Trio pour hautbois, basson et piano） FP 43は、フランシス・プーランクが作曲したピアノ三重奏曲。1924年から1926年にかけて作曲され、1926年に初演された。
本作は作曲者自身がピアノを受け持ったパリでの初演で好評を博した。以降、演奏と録音に恵まれている。評論家たちは本作が有するモーツァルト風の趣向、作曲者自身のスタイルが表れていることに言及しつつ、曲の情感の深さを賞賛する。この作品はプーランク最初の室内楽の傑作であると看做されている。

## 概要
1924年に25歳になるプーランクは、フランス国内でよく知られるようになっており、国外でもある程度名が通るようになっていた。1920年代の初頭にはまず『フランス6人組』の一員として、続いて1924年にバレエ『牝鹿』の音楽によって、彼は台頭する若き作曲家として地位を確立していた。既にクラリネットとファゴットのためのソナタやホルン、トランペットとトロンボーンのためのソナタ（いずれも1922年）など室内楽曲を書いていたプーランクは、1924年5月に本作の仕事に取り掛かった。遅筆で骨を惜しまぬ作曲家であった彼は、本作の完成までに2年の歳月を費やしている。最終的には家族や友人と離れて一人になるためカンヌのホテルに籠り、そこで作品を仕上げた。同地ではイーゴリ・ストラヴィンスキーに出会って優れた助言を授けられており、その助けを得て新作の第1楽章最終稿はまとめられた。
プーランクは本作をマヌエル・デ・ファリャに献呈した。ファリャは作品を喜び、出来るだけ速やかにスペインでの演奏機会を作って自らも参加すると約束した。初演は1926年5月2日、パリのSalle des Agriculteursで開催されたコンサートで行われ、作曲者の他の2作品、組曲『ナポリ』と歌曲集『陽気な歌』も初演された。翌日にも本作の演奏があった。初演はロジェ・ラモレットのオーボエ、ギュスターヴ・デランのファゴット、そして作曲者自身のピアノにより行われた。

## 楽曲構成
3つの楽章から構成される。演奏時間は約14分。
プーランクが称え、また影響を受けた幾人かの作曲家と同じく、彼は主題を提示して展開する伝統的なソナタ形式に惹かれなかった。彼は自ら「エピソード的」様式と呼んだ形を好み、そこでは主題が展開なしに提示され、そこへ対照的な主題が同じような扱いで続いた。にもかかわらず、本作の作曲からかなりの年月が経過した後になって、プーランクはクロード・ロスタンに次のように語った。
私が形式に無関心だと思っている人々に向けて、ここに秘密を明かすことに異存はありません。第1楽章はハイドンのアレグロの構造、最後のロンドはサン＝サーンスの第2ピアノ協奏曲のスケルツォの型に従っています。ラヴェルはいつもこの方法を私に勧め、自らも実践していました。
キース・ダニエルは1998年のプーランクの研究の中で、この「事後的な」プーランク自身の分析は一定部分が作り話 - 彼はそれをしがちであった - であろうという説を示している。ロジャー・ニコルズ（2020年）は同意し、本作の最も目立った特徴は情感の深さであると考える。「特に中央のアンダンテは、彼が好んだ変ロ長調と八分音符が途切れず波打つ楽章であるが、そこでは彼の抒情的な才能が完全に解き放たれる。」プーランクの伝記作家であるアンリ・エルはいくつかの主題、とりわけアンダンテの最初の数小節はモーツァルトを想起させると述べている。

### 第1楽章: Presto
Lent （♩ = 76） - Presto （二分音符=104）
プレストの主部が始まる前に、4/4拍子で15小節のゆったりした序奏が置かれる。まず和音を奏するピアノが聴かれ、4小節目から古典調の二重付点の主題が変ロ短調でファゴットに出て、8小節目からオーボエが半音高く模倣する。クロード・カレ（Claude Caré）は序奏を「堂々たる築数百年のポルチコ」になぞらえ、ウィルフリッド・メラーズは「あたかもリュリのよう」と呼んだ。エルとニコルズの両名は祝祭的なフランス風序曲と「ルイ14世のヴェルサイユ宮殿」への明らかな共鳴を見出している。メラーズは序奏に「ストラヴィンスキー風の徹底ぶり」があるといい、エルはその音色が厳粛なのか皮肉めいているのか、はっきり分かることはないとコメントしている。プレストはシャンパンのような「若々しい」イ長調で、ただし短調を匂わせながら始まり、ヘ短調の新主題 - 伝統的なソナタ形式であれば第2主題になったであろう主題 - とコデッタ風のヘ長調の主題には半分の速度の中間部が続く。メラーズはそこにグルックの影響を聞く。快活なプレストの開始主題が再現され、楽章をまとめる。

### 第2楽章: Andante
Andante con moto （♪= 84）
緩徐楽章はメラーズによれば「旋律の点では声楽の語法で、ピアノという点では華やか」である。4/8拍子の変ロ長調の穏やかな主題で開始する。ここで出される『オルフェオとエウリディーチェ』の「聖霊の踊り」の引用で、さらにグルックのこだまが現れる。オーボエからは「陰鬱な優雅さ」のある旋律が奏される。楽章終盤に向かって牧歌的な雰囲気は後退していく。メラーズの言によると「田園的なヘ長調の歓びは半音階で陰り[はじめ]」、最後は哀歌に通じる調性であるヘ短調の和音が鳴らされる。

### 第3楽章: Rondo
Très vif （♩. = 138–144）
終楽章は活発な音楽である。カレが動きの狂乱と呼ぶような状態が曲中継続し、ピアノは1小節の休みもなく弾き続け、オーボエの「皮肉な声」がファゴットに対比される。推進力は疲れ知らぬかのように続いていく。プーランクは最後から4小節目で、奏者に対してテンポを落とさないように（sans ralentir）と指示している。メラーズはこの終楽章がフランスバロックのジーグ、オッフェンバックのギャロップ、そして - 「密なストラヴィンスキー式コーダ - 戦後期のパリの渋味」と親和性があると述べている。

## 評価
『ル・メネストレル』誌は2度目の演奏の後で次のように述べている。
2度目の鑑賞（中略）では初演時よりもはるかに多くのこと - とりわけアンダンテとロンドにおいて - が把握できた。楽器法の類まれな精密さ、並びに作曲者が旋律面と、楽器法または形式的な観点の両面から課題を克服した巧妙さ、それに無関心を装うことで仕事の完璧さを偽装しているということである。
エルは本作を作曲者にとって初めての室内楽分野での大きな業績であると呼んでおり、「完全に首尾一貫した構築性」と曲に「備わった均衡」を賞賛している。プーランクは自己批判で有名だったが、1950年代に振り返った折に彼は「三重奏曲はかなり気に入っている、澄んだ響きがするし、バランスもよく取れているからだ」と発言している。さらに精力的な終楽章の後には、いつも長い拍手が続くと満足げに述べてもいる。人生最後の年に演奏を聴いた彼は、この作品が「例外的な溌溂とした力と素晴らしい個性を保っていた」と書き残している。メラーズはプーランクの言葉を繰り返し、30年経ってもこの音楽はいまだそうした特性を保持していたのだと記述する。「この音楽は年老いる頭脳と感覚にとっての強壮剤なのだ。」

## 録音
ラモレット、デランとプーランクは1928年にフランスのコロムビアに本作を録音している。これはプーランクの最初期のレコードであった。この録音がCDで発売された際、ロバート・レイトンは『グラモフォン』誌にこう書いた。「1926年のトリオ（2年後に録音された）に関わった2人のフランス人木管奏者の特別な趣味は無類のものである。相当に薄い、薄紙のような音でありながらここでは全てが特徴的なのである。」その後、1957年に行われた録音では作曲者自身がピアノを弾き、ピエール・ピエルロがオーボエ、モーリス・アラールがファゴットを演奏した。この録音の評として、ウィル・クラッチフィールドは『ニューヨーク・タイムズ』紙に次のように書いている。「不運にも、この三重奏曲はよくないバランス、やたらと近いマイク位置で録音されているが、香り（大衆歌と並置されるピリッとしたモーツァルトの模倣）が立ち昇ってくる。」